# 路恃慶
路恃庆，字伯瑞，阳平郡清渊县（今河北省馆陶县青阳城）人，南北朝北魏官员。

## 生平
路恃庆与广平郡的宋翻一同闻名，被相州刺史李安世推荐。太和年间，被任命为奉朝请。不久后担任尚书仪曹郎，又转任左民郎，代理颍川郡太守。曾在安定王元燮麾下担任征虏府长史。不久，因母亲去世，他辞官服丧。之后在河间王元琛手下担任长史，由于元琛行事专断任性，路恃庆每逢事情都直言劝谏。路恃庆在四十八岁时去世，被追赠左将军、安州刺史，谥号襄。

## 家族
- 祖父：路綽，担任陽平郡太守
- 二弟：路仲信，曾任太尉参军、奉车都尉、开府掾。章武王元融讨伐葛荣时，路仲信在其麾下担任都督府长史。
- 三弟：路思略，字叔約，官至冀州安東府騎軍参軍
- 四弟：路思令，字季儁
- 子：路祖璧，官至給事中